# Michael Kosterlitz
 J. Michael Kosterlitz es un físico escoces, ganador del Premio Nobel de Física en octubre de 2016 por su trabajo sobre formas inusuales de la materia.

## Primeros años y educación
Nació en Aberdeen, Escocia, Reino Unido, hijo del pionero bioquímico Hans Walter Kosterlitz y de Hannah Gresshöner, de origen judío. Se educó de forma independiente en el Robert Gordon's College antes de trasladarse a la Academia de Edimburgo para preparar sus exámenes de acceso a la universidad. Se licenció en Filosofía y Letras, posteriormente convertida en licenciatura, en el Gonville and Caius College de Cambridge. En 1969, obtuvo el título de Doctor en Filosofía por la Universidad de Oxford como estudiante de postgrado del Brasenose College, Oxford.

## Carrera e investigación
Tras unos cuantos puestos postdoctorales, entre ellos en la Universidad de Birmingham, colaborando con David Thouless, y en la Universidad de Cornell, fue nombrado profesor de la Universidad de Birmingham en 1974, primero como conferenciante y, más tarde, como lector. Desde 1982, es profesor de física en la Universidad de Brown. En la actualidad, Kosterlitz es investigador visitante en la Universidad Aalto de Finlandia y, desde 2016, profesor distinguido del Korea Institute for Advanced Study.
Kosterlitz investiga en física de la materia condensada, física unidimensional y bidimensional; en transiciones de fase: sistemas aleatorios, localización de electrones y vidrios de espín; y en dinámica crítica: fusión y solidificación.

### Premios y honores
Michael Kosterlitz recibió el Premio Nobel de Física en 2016, la Medalla y el Premio Maxwell del Institute of Physics en 1981, y el Premio Lars Onsager de la Sociedad Americana de Física en 2000, especialmente, por su trabajo sobre la transición Kosterlitz-Thouless. Desde 1993, es miembro de la Sociedad Americana de Física.
El Centro Kosterlitz de la Universidad de Aberdeen lleva el nombre de su padre, Hans Kosterlitz, bioquímico pionero especializado en endorfinas, que se incorporó a la facultad tras huir de la persecución nazi de los judíos en 1934.

## Vida personal
Kosterlitz fue un pionero de la escalada alpina en los años 60, conocido por sus rutas de trabajo en el Reino Unido, los Alpes italianos y Yosemite. Hay una ruta de grado 6a+ que lleva su nombre en el valle de Orco, en los Alpes italianos, llamada Fessura Kosterlitz. Kosterlitz es ciudadano estadounidense y es ateo. Se le diagnosticó esclerosis múltiple en 1978.